# Lokovški potok
Lokovški potok je potok, ki izvira vzhodno od naselja Brestanica in se v bližini gradu Brestanica kot levi pritok izliva v reko Savo.
- Levi pritoki: Brestanica s pritoki: Vidrešnica, Topliški potok in Brzinski graben, Blatni potok in Koprivniški potok.
- Desni pritoki: Dovški potok (s pritokom Globoki graben), Senovski potok (s povirnim krakom, imenovanim Blatni potok).